# Konwent Polonia
Konwent Polonia – najstarsza polska korporacja akademicka, powstała w 1828 roku na Uniwersytecie Dorpackim (obecnie Uniwersytet w Tartu). Kontynuował tradycje Filomatów i Filaretów po zamknięciu przez władze rosyjskie Uniwersytetu Wileńskiego. Nawiązuje do idei landsmannschaftów, czyli istniejących od średniowiecza związków studentów pochodzących z jednego kraju. Konwent Polonia zrzeszał studentów przybyłych z terenów dawnej Rzeczypospolitej bez względu na wyznanie, pochodzenie społeczne i kwestie etniczne. Organizacja męska. Od 1998 r. zrzesza studentów uczelni wyższych Trójmiasta oraz absolwentów studiów wyższych.

## Insygnia
Barwy Konwentu to amarant, błękit i biel symbolizujące trzy główne części przedrozbiorowej Rzeczypospolitej. Herb Konwentu jest czteropolowy. W polu pierwszym, tzw. sercowym, widnieje cyrkiel korporacji, czyli monogram z zakodowaną nazwą organizacji oraz wykrzyknikiem. W polach drugim, trzecim i czwartym widnieją, odpowiednio: Orzeł, Pogoń i Archanioł Michał. Godła w tarczy, podobnie jak barwy, symbolizują Koronę (Królestwo Polskie), Litwę (Wielkie Księstwo Litewskie) i Ruś. Nad tarczą hełm w koronie i z medalionem, nad nim trzy pióra strusie w kolorach korporacji. Pod tarczą dwie szarfy z dewizami Konwentu: „Jeden za wszystkich wszyscy za jednego” i „1>2” (Jedność większa od dwóch). Członkowie Konwentu noszą trójbarwną „bandę”, czyli stylizowany pas do broni, z lewego ramienia na prawe, na pamiątkę przyznania w 1851. członkom Konwentu prawa do używania w pojedynkach pistoletów. Elementem pełnego stroju korporanta jest również dekiel, czyli czapka studencka w barwach korporacji z charakterystycznym wzorem (gwiazdą) na denku. Fuksy (kandydaci) Konwentu Polonia nie mając prawa do używania barw, noszą tradycyjnie dekle i bandy granatowe. Dekiel fuksa Konwentu Polonia posiada gwiazdę (od 1919 r.) oraz pięć wypustek dookoła otoku, symbolizujących pięciu członków Konwentu poległych w pojedynkach z niemieckimi korporantami w XIX wieku. Reguły protokolarne Konwentu przewidują, że pełnoprawny członek Konwentu ma prawo do noszenia munduru korporacyjnego składającego się z kurtki w kolorze amarantowym (tzw. litewka) oraz białych spodni. W sytuacjach codziennych członkowie Konwentu noszą oznaki wpinane w klapę marynarki: fuksi srebrny cyrkiel, barwiarze i komilitoni tarczkę w barwach korporacji, a filistrzy tarczkę ze złotą dewizą 1>2.

## Hierarchia
Hierarchia stopni w Konwencie przewiduje, że fuks, który spełnia wymogi członkostwa otrzymuje prawo do noszenia barw i staje się barwiarzem (colorarius). Pełne prawa członkowskie posiada „komiliton” (commiliton). Po zakończeniu studiów pełnoprawny członek korporacji zostaje „filistrem”. Członkostwo w korporacji jest dożywotnie. Można go pozbawić za sprzeniewierzenie się idei korporacyjnej, w tym naruszenie zasad honorowych oraz skazanie prawomocnym wyrokiem sądu za przestępstwo. Filistrzy poza przynależnością do Konwentu Polonia tworzą odrębną organizację pod nazwą Związek Filistrów Konwentu Polonia, założonego w 2012 r., który kontynuuje tradycje dwóch organizacji: Koła Filistrów Konwentu Polonia (zał. 1922) i Stowarzyszenie Filistrów Konwentu Polonia w Warszawie (zał. 1893 r.)

## Konwent w przeszłości i współcześnie

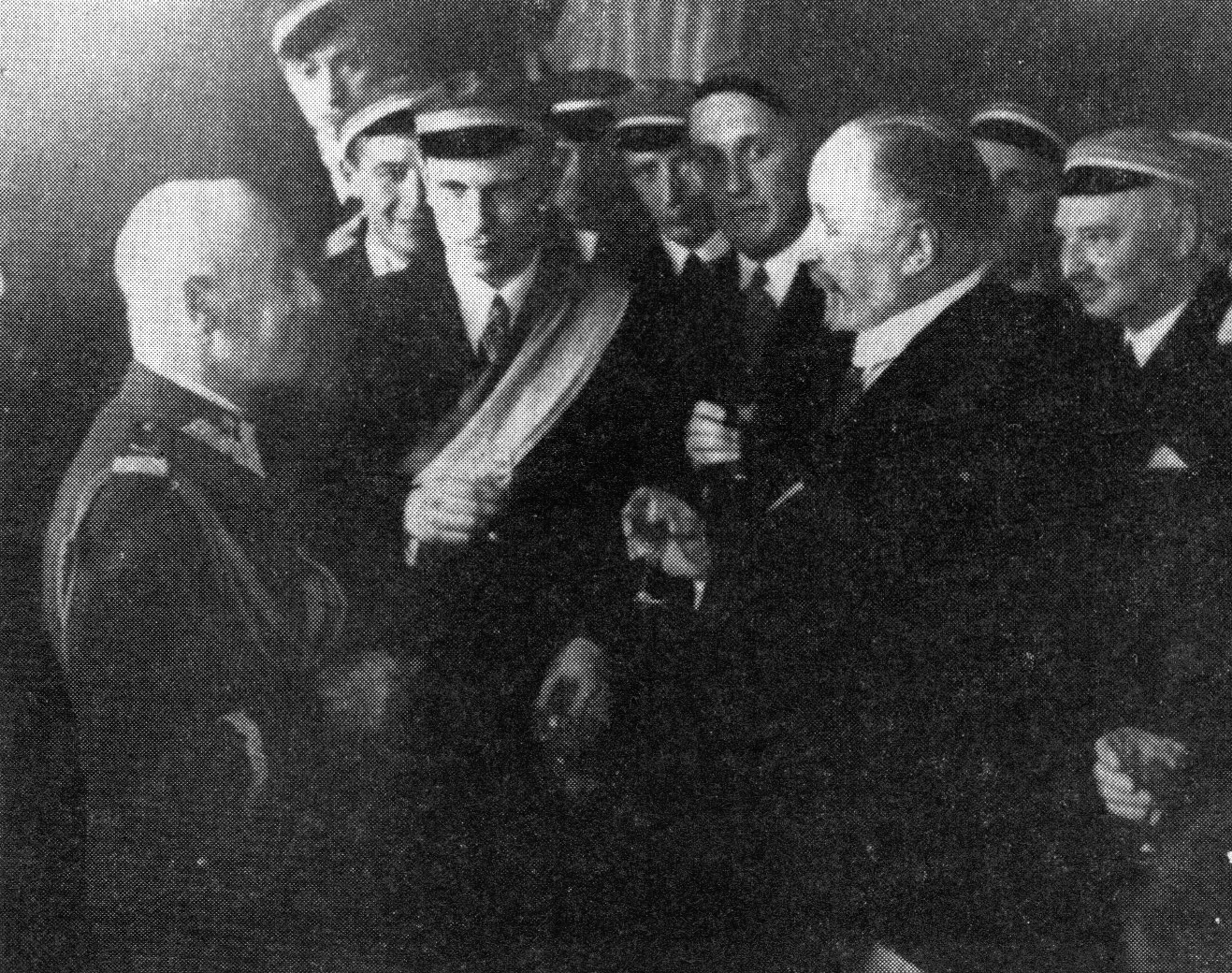
Marszałek Edward Rydz-Śmigły na kwaterze Konwentu Polonia w Wilnie w 1937 roku

W latach 1828–1919 siedzibą Konwentu Polonia był Dorpat, gdzie prowadził on działalność społeczno-kulturalną i samopomocową. Członkowie Konwentu brali udział we wszystkich powstaniach narodowych. Działalność Polonii była utrudniona z powodu utrudnień i represji ze strony władz carskich. Po I wojnie światowej, kiedy powstało niepodległe państwo polskie, podjęto decyzję o przeniesieniu siedziby korporacji do Wilna. Konwent był jedną z korporacji założycielskich Związku Polskich Korporacji Akademickich, z którego wystąpił w 1933 roku. Konwent Polonia zawarł kartele z Arkonią (1909), Welecją (1923) i Jagiellonią (14 października 1928), a także 10-letni z estońską Fraternitas Estica (1933). W 1939 roku wszyscy członkowie korporacji otrzymali prawa filisterskie i otrzymali nakaz włączenia się w pracę konspiracyjną. Wielu poległo na wojnie, z bronią w ręku, w Katyniu, w komunistycznych i hitlerowskich więzieniach. W okresie PRL korporacja nie mogła prowadzić normalnej działalności na uczelniach. Odbywały się tajne spotkania filistrów. Część filistrów przeniosła się do Londynu. Pamiątki korporacyjne zdeponowano w Instytucie i Muzeum im. Władysława Sikorskiego w Londynie oraz w Archiwum Archidiecezji Warszawskiej. Organizacja reaktywowała pełną działalność 3 maja 1998 w Gdańsku. Od tej pory znowu przyjmuje fuksów i prowadzi działalność mającą na celu wychowanie studentów w duchu patriotyzmu, honoru, prawości i rzetelności. W listopadzie 2005 r. Konwent przeniósł się do pierwszej powojennej kwatery korporacyjnej w Sopocie. W 2008 r. hucznie obchodził 180-lecie istnienia. W tym samym roku odnowiono 10-letni kartel z estońską korporacją "Fraternitas Estica" oraz zorganizowano pierwszy od 1938 r. tradycyjny bal korporacyjny zwany „Czarną Kawą”. W 2015 r. Konwent Polonia podpisał 5-letni kartel z łotewską korporacją Talavija (zał. w 1900 r.). W tym samym roku Konwent był organizatorem i gospodarzem 52. edycji Komerszu Narodów Bałtyckich, zjazdu męskich i żeńskich korporacji akademickich z krajów bałtyckich organizowanych co roku na przemian w Polsce, Niemczech, Łotwie i Estonii.

## Konwentowicze
Wśród blisko 1600 członków Konwentu od roku 1828 do dzisiaj znaleźli się:
- Osman Achmatowicz, (1899–1988), chemik, Rektor Politechniki Łódzkiej;
- Julian Andrzejkowicz, (1822–1898), założyciel Związku Narodowego Polskiego w USA (późniejszy Kongres Polonii Amerykańskiej), fabrykant;
- Ignacy Baranowski, (1833–1919), lekarz, działacz społeczny, profesor Uniwersytetu Warszawskiego;
- Ludwik Eliasz Bregman, (1865–1941), lekarz, neurolog, zginął w Getcie Warszawskim;
- Józef Brudziński, (1874–1917), lekarz, Rektor Uniwersytetu Warszawskiego 1915–1917;
- Franciszek Brzeziński, (1867–1944), adwokat, pianista, kompozytor, krytyk muzyczny i historyk muzyki, konsul RP we Wrocławiu i w Berlinie;
- Aleksander Burhardt, (1885–1976), prawnik, adwokat, sędzia, radny Wilna, działacz społeczny i polityczny;
- Stefan Burhardt, (1899–1991), ochotnik Wojska Polskiego (1918–1920), kierownik Biblioteki Wróblewskich w Wilnie. Żołnierz września i Armii Krajowej. Dyrektor Biblioteki Uniwersyteckiej w Toruniu. Autor katalogu ponad 12 tysięcy polonezów („Polonez – katalog tematyczny”);
- Juliusz Bursche (1862–1942), biskup ewangelicko-augsburski;
- Tytus Chałubiński, (1820–1889), lekarz patolog, badacz Tatr;
- Aleksander Czekanowski (1833–1876), przyrodnik i odkrywca Syberii;
- Leon Daraszkiewicz (1866–1931), polski lekarz psychiatra;
- Benedykt Dybowski, (1833–1930), antropolog, przyrodnik, badacz Syberii;
- Józef Bohdan Dziekoński, (1816–1855), pisarz, działacz emigracyjny;
- Konstanty Dziewulski, (1885–1939), prawnik, profesor Wyższej Szkoły Handlowej w Warszawie, ziemianin;
- Witold Eichler, (1874 – 1960), lekarz, entomolog.
- Lubomir Gadon (von Gaden), (1831–1908), działacz emigracyjny, historyk, publicysta, bibliotekarz;
- Kazimierz Giedroyć, (ok. 1808–1840), ziemianin, powstaniec listopadowy;
- Maksymilian Hager, (1856–1918), lekarz, działacz narodowy na Górnym Śląsku, (w 1905 r. stał na czele zwycięskiej kampanii wyborczej W. Korfantego);
- Karol Hildebrandt, (1815-po 1857), przywódca spisku studenckiego w Dorpacie Organizacja Świętokrzyżców, zesłany na Syberię;
- Ildefons Houwalt, (1910–1987), artysta malarz, ułan i żołnierz Armii Krajowej;
- Aleksander Jabłonowski, (1829–1913), powstaniec styczniowy, zesłaniec, historyk, członek Polskiej Akademii Umiejętności, doktor honoris causa Uniwersytetu Lwowskiego;
- Stanisław Janikowski, (1833–1881), specjalista medycyny sądowej, profesor i dziekan Uniwersytetu Jagiellońskiego, członek Polskiej Akademii Umiejętności;
- Zbigniew Jasiński, (1888–1948), adwokat, działacz społeczny i polityczny, radny Wilna, poseł na Sejm Litwy Środkowej;
- Michał Jastrzębski, (1859 – 1938), pastor kościoła ewangelicko-reformowanego, superintendent generalny Jednoty Litewskiej;
- Witold Jodko-Narkiewicz, (1864–1924), członek „Proletaryatu”, współzałożyciel PPS, współpracownik J. Piłsudskiego. W okresie międzywojennym  wiceminister Spraw Zagranicznych, poseł w Konstantynopolu i Rydze;
- Edward Jürgens, (1824–1863), lider tzw. „millenerów”, powstaniec styczniowy, zmarł w celi X Pawilonu Cytadeli Warszawskiej;
- Bronisław Kader, (1863–1937), chirurg, profesor i dziekan Uniwersytet Jagielloński;
- Karol Klecki, (1866–1931), lekarz patolog, profesor i dziekan Uniwersytet Jagielloński, członek Polskiej Akademii Umiejętności;
- Walerian Klecki, (1867–1920), profesor i dziekan Uniwersytet Jagielloński, autorytet w dziedzinie hodowli zwierząt i mleczarstwa;
- Gabriel Korbut, (1862–1936), historyk literatury, językoznawca, bibliograf, członek Polskiej Akademii Umiejętności, profesor i dziekan w Wolnej Wszechnicy Polskiej;
- Kazimierz Krzywicki, (1820–1883), polityk konserwatywny, autor reformy szkolnej w Królestwie Polskim
- Bolesław Limanowski, (1835–1935), historyk, socjolog, polityk, nestor polskiego socjalizmu;
- Stefan Lipiński, (1804–1879), duchowny ewangelicki, superintendent generalny Jednoty Litewskiej[7];
- Wincenty Lutosławski, (1863–1954), filozof, krytyk literacki, publicysta, profesor Uniwersytetu Stefana Batorego w Wilnie, Uniwersytetu Jagiellońskiego, Polskiej Akademii Umiejętności;
- Karol Gustaw Manitius, (1823–1904), duchowny ewangelicki, superintendent generalny Kościoła Ewangelicko–Augsburskiego;
- Gustaw bar. Manteuffel-Szoege, (1832–1916), historyk Inflant;
- Ignacy Manteuffel, (1875–1927), działacz społeczny, wojewoda kielecki;
- Zygmunt Michelis, (1890–1977), biskup-adiunkt kościoła ewangelicko-augsburskiego;
- Jakub Natanson, (1832–1884), chemik, profesor Szkoły Głównej w Warszawie, działacz społeczny;
- Ludwik Natanson, (1822–1896), lekarz, społecznik, aktywny działacz gminy żydowskiej
- Andrzej Niemojewski, (1864–1921), poeta, dramaturg, publicysta, religioznawca, działacz polityczny;
- Leopold Marcin Otto, (1819–1882), pastor ewangelicko-augsburski, jedna z postaci protestantyzmu polskiego;
- Adolf Pawiński (1840–1896), historyk, dyrektor Archiwum Głównego, profesor Uniwersytetu Warszawskiego;
- Ryszard Paszko (1878–1940), pastor, naczelny kapelan wyznania ewangelicko-augsburskiego Wojska Polskiego, generał brygady;
- Rafał Radziwiłłowicz, (1860–1929), lekarz psychiatra, działacz społeczny, profesor Uniwersytetu Stefana Batorego w Wilnie;
- Władysław Rothert, (1863–1916), botanik, profesor uniwersytetów w Kazaniu, Charkowie i Odessie. Szef Katedry Anatomii i Fizjologii Roślin Uniwersytetu Jagiellońskiego;
- Józef Siemiradzki (1858–1933), paleontolog, profesor Uniwersytetu Jana Kazimierza we Lwowie, członek PAU;
- Władysław Pereświet-Sołtan (1870–1943), wojewoda warszawski, delegat Rządu RP na Litwie Środkowej, minister spraw wewnętrznych;
- Ludwik Teichmann-Stawiarski (1823–1895), anatom, profesor i rektor Uniwersytetu Jagiellońskiego, wynalazca stosowanej w medycynie sądowej metody wykrywania śladów krwi;
- Wiktor Szachno, (1809-po 1864), ziemianin, uczestnik powstań 1831 i 1863 r.;
- Stanisław Józef Thugutt, (1862–1956) mineralog, rektor i profesor Uniwersytetu Warszawskiego i Politechniki Warszawskiej, członek Polskiej Akademii Umiejętności i Polskiej Akademii Nauk;
- Witold Tymiński, (1919–1996), profesor i prorektor Akademii Medycznej w Gdańsku, porucznik ZWZ-AK;
- Edward Wende, (1874–1949), superintendent kaliski Kościoła Ewangelicko-Augsburskiego, kaznodzieja;
- Józef Weyssenhoff, (1860–1932), pisarz, działacz endecki;
- Bronisław Wróblewski, (1888–1941), prawnik, profesor prawa karnego Uniwersytetu Stefana Batorego w Wilnie;
- Bronisław Zaleski, (1819–1880), spiskowiec, zesłaniec, emigrant, historyk, wydawca;
- Witold Załęski, (1836–1908), statystyk i demograf, wykładowca Szkoły Głównej Warszawskiej i Szkoły Handlowej Kronenberga w Warszawie;
- Marian Zdziechowski, (1861–1938), krytyk, historyk literatury, filozof. Profesor Uniwersytetu Jagiellońskiego, profesor, dziekan i rektor Uniwersytetu Stefana Batorego w Wilnie, Członek Polskiej Akademii Umiejętności;
- Józef Ziemacki, (1856–1925), lekarz, profesor Uniwersytetu w Petersburgu, prorektor Uniwersytetu Stefana Batorego w Wilnie;
- Edward Żeligowski, (1816–1864), poeta, działacz patriotyczny

oraz wielu innych naukowców, lekarzy, prawników, artystów, ziemian i mężów stanu.